# Závišice
Závišice (niem. Sawersdorf) – gmina w Czechach, w powiecie Nowy Jiczyn, w kraju morawsko-śląskim. Według danych z dnia 1 stycznia 2012 liczyła 937 mieszkańców.
W 1401 wieś była w posiadaniu szlacheckiego rodu Sedlnickich z Choltic.
Według austriackiego spisu ludności z 1900 roku Závišice miały 846 mieszkańców, z czego prawie wszyscy byli czeskojęzycznymi katolikami.